# Unciaal 099
Unciaal 099 (Gregory-Aland), ε 47 (Soden), is een van de Bijbelse handschriften in de Griekse taal. Het dateert uit de 7e eeuw en is geschreven met uncialen op perkament.

## Beschrijving
Het bevat de tekst van het Evangelie volgens Marcus (16,6-8) en korte einde als Marcus 16,9-20. De gehele codex bestaat uit 1 blad (32 × 26 cm) en werd geschreven in twee kolommen per pagina, 32 regels per pagina.
De codex geeft de gemengde tekst weer. Kurt Aland plaatste de codex in Categorie III.

## Geschiedenis
Het handschrift bevindt zich in de Bibliothèque nationale de France (Copt. 129,8), in Parijs.